# Svěšnikovova varianta
Svěšnikovova varianta vznikající po tazích 1. e4 c5 2. Jf3 Jc6 3. d4 cxd4 4. Jxd4 Jf6 5.Jc3 e5 je ostrým pokračováním v sicilské obraně, kde černý získává za cenu slabého d pěšce dobrou protihru. Patří k oblíbeným variantám i na vrcholové úrovni.
Podrobně ji prozkoumal v 70. letech 20. století velmistr Jevgenij Svěšnikov a po něm nese název. Též se ji říká podle jeho bydliště Čeljabinská. Předtím tato varianta nesla název Laskerova.

## Hlavní varianty
1. e4 c5 2. Jf3 Jc6 3. d4 cxd4 4. Jxd4 Jf6 5. Jc3 e5!? 6.Jdb5
Jiné možnosti nejsou tak dobré
- 6. Jb3 Sb4 s pohodlnou hrou černého
- 6. Jf5 d5! 7. exd5 Sxf5 8. dxc6 s dobrou hrou černého

6... d6!
Brání proti 7.Jd6+. Černý má pro Svěšnikovovu variantu typického slabého pěšce na d6, bílý má ale jezdce na b5, který bude nucen se dát na ústup.
7. Sg5
- 7.a4 a6 8. Ja3 Se6 s protihrou
- 7.Jd5!? se hraje už častěji a jedná se o největší odbočku z hlavní varianty. Po 7... Jxd5 8. exd5 se černý může rozhodnout mezi tahy 8... Je7 nebo 8... Jb8. Vzniká zde pozice v rovnováze, kde bílý má pěšcovou převahu na dámském, zatímco černý na královském křídle.

7.... a6 8. Ja3 b5!
- 8... Se6 (Birdova varianta), se hraje méně často a po 9. Jc4 je

pozice bílého příjemnější.
Po 8... b5 vzniká výchozí pozice hlavní varianty, se kterou přišel Svěšnikov. Černý získává protihru na dámském křídle.
Zajímavostí je, že zcela stejného postavení lze dosáhnout i z varianty hry čtyř jezdců (B45) 1. e4 c5 2. Jf3 e6 3. d4 cxd4 4. Jxd4 Jf6 5. Jc3 Jc6 6. Jdb5 d6 7. Sf4 e5 8. Sg5 a6 9. Ja3 b5 nazývané odložená Svěšnikovova varianta.
|   | a | b | c | d | e | f | g | h |   |
| 8 | a8 černý věž · c8 černý střelec · d8 černý dáma · e8 černý král · f8 černý střelec · h8 černý věž · f7 černý pěšec · g7 černý pěšec · h7 černý pěšec · a6 černý pěšec · c6 černý jezdec · d6 černý pěšec · f6 černý jezdec · b5 černý pěšec · e5 černý pěšec · g5 bílý střelec · e4 bílý pěšec · a3 bílý jezdec · c3 bílý jezdec · a2 bílý pěšec · b2 bílý pěšec · c2 bílý pěšec · f2 bílý pěšec · g2 bílý pěšec · h2 bílý pěšec · a1 bílý věž · d1 bílý dáma · e1 bílý král · f1 bílý střelec · h1 bílý věž | a8 černý věž · c8 černý střelec · d8 černý dáma · e8 černý král · f8 černý střelec · h8 černý věž · f7 černý pěšec · g7 černý pěšec · h7 černý pěšec · a6 černý pěšec · c6 černý jezdec · d6 černý pěšec · f6 černý jezdec · b5 černý pěšec · e5 černý pěšec · g5 bílý střelec · e4 bílý pěšec · a3 bílý jezdec · c3 bílý jezdec · a2 bílý pěšec · b2 bílý pěšec · c2 bílý pěšec · f2 bílý pěšec · g2 bílý pěšec · h2 bílý pěšec · a1 bílý věž · d1 bílý dáma · e1 bílý král · f1 bílý střelec · h1 bílý věž | a8 černý věž · c8 černý střelec · d8 černý dáma · e8 černý král · f8 černý střelec · h8 černý věž · f7 černý pěšec · g7 černý pěšec · h7 černý pěšec · a6 černý pěšec · c6 černý jezdec · d6 černý pěšec · f6 černý jezdec · b5 černý pěšec · e5 černý pěšec · g5 bílý střelec · e4 bílý pěšec · a3 bílý jezdec · c3 bílý jezdec · a2 bílý pěšec · b2 bílý pěšec · c2 bílý pěšec · f2 bílý pěšec · g2 bílý pěšec · h2 bílý pěšec · a1 bílý věž · d1 bílý dáma · e1 bílý král · f1 bílý střelec · h1 bílý věž | a8 černý věž · c8 černý střelec · d8 černý dáma · e8 černý král · f8 černý střelec · h8 černý věž · f7 černý pěšec · g7 černý pěšec · h7 černý pěšec · a6 černý pěšec · c6 černý jezdec · d6 černý pěšec · f6 černý jezdec · b5 černý pěšec · e5 černý pěšec · g5 bílý střelec · e4 bílý pěšec · a3 bílý jezdec · c3 bílý jezdec · a2 bílý pěšec · b2 bílý pěšec · c2 bílý pěšec · f2 bílý pěšec · g2 bílý pěšec · h2 bílý pěšec · a1 bílý věž · d1 bílý dáma · e1 bílý král · f1 bílý střelec · h1 bílý věž | a8 černý věž · c8 černý střelec · d8 černý dáma · e8 černý král · f8 černý střelec · h8 černý věž · f7 černý pěšec · g7 černý pěšec · h7 černý pěšec · a6 černý pěšec · c6 černý jezdec · d6 černý pěšec · f6 černý jezdec · b5 černý pěšec · e5 černý pěšec · g5 bílý střelec · e4 bílý pěšec · a3 bílý jezdec · c3 bílý jezdec · a2 bílý pěšec · b2 bílý pěšec · c2 bílý pěšec · f2 bílý pěšec · g2 bílý pěšec · h2 bílý pěšec · a1 bílý věž · d1 bílý dáma · e1 bílý král · f1 bílý střelec · h1 bílý věž | a8 černý věž · c8 černý střelec · d8 černý dáma · e8 černý král · f8 černý střelec · h8 černý věž · f7 černý pěšec · g7 černý pěšec · h7 černý pěšec · a6 černý pěšec · c6 černý jezdec · d6 černý pěšec · f6 černý jezdec · b5 černý pěšec · e5 černý pěšec · g5 bílý střelec · e4 bílý pěšec · a3 bílý jezdec · c3 bílý jezdec · a2 bílý pěšec · b2 bílý pěšec · c2 bílý pěšec · f2 bílý pěšec · g2 bílý pěšec · h2 bílý pěšec · a1 bílý věž · d1 bílý dáma · e1 bílý král · f1 bílý střelec · h1 bílý věž | a8 černý věž · c8 černý střelec · d8 černý dáma · e8 černý král · f8 černý střelec · h8 černý věž · f7 černý pěšec · g7 černý pěšec · h7 černý pěšec · a6 černý pěšec · c6 černý jezdec · d6 černý pěšec · f6 černý jezdec · b5 černý pěšec · e5 černý pěšec · g5 bílý střelec · e4 bílý pěšec · a3 bílý jezdec · c3 bílý jezdec · a2 bílý pěšec · b2 bílý pěšec · c2 bílý pěšec · f2 bílý pěšec · g2 bílý pěšec · h2 bílý pěšec · a1 bílý věž · d1 bílý dáma · e1 bílý král · f1 bílý střelec · h1 bílý věž | a8 černý věž · c8 černý střelec · d8 černý dáma · e8 černý král · f8 černý střelec · h8 černý věž · f7 černý pěšec · g7 černý pěšec · h7 černý pěšec · a6 černý pěšec · c6 černý jezdec · d6 černý pěšec · f6 černý jezdec · b5 černý pěšec · e5 černý pěšec · g5 bílý střelec · e4 bílý pěšec · a3 bílý jezdec · c3 bílý jezdec · a2 bílý pěšec · b2 bílý pěšec · c2 bílý pěšec · f2 bílý pěšec · g2 bílý pěšec · h2 bílý pěšec · a1 bílý věž · d1 bílý dáma · e1 bílý král · f1 bílý střelec · h1 bílý věž | 8 |
| 7 | a8 černý věž · c8 černý střelec · d8 černý dáma · e8 černý král · f8 černý střelec · h8 černý věž · f7 černý pěšec · g7 černý pěšec · h7 černý pěšec · a6 černý pěšec · c6 černý jezdec · d6 černý pěšec · f6 černý jezdec · b5 černý pěšec · e5 černý pěšec · g5 bílý střelec · e4 bílý pěšec · a3 bílý jezdec · c3 bílý jezdec · a2 bílý pěšec · b2 bílý pěšec · c2 bílý pěšec · f2 bílý pěšec · g2 bílý pěšec · h2 bílý pěšec · a1 bílý věž · d1 bílý dáma · e1 bílý král · f1 bílý střelec · h1 bílý věž | a8 černý věž · c8 černý střelec · d8 černý dáma · e8 černý král · f8 černý střelec · h8 černý věž · f7 černý pěšec · g7 černý pěšec · h7 černý pěšec · a6 černý pěšec · c6 černý jezdec · d6 černý pěšec · f6 černý jezdec · b5 černý pěšec · e5 černý pěšec · g5 bílý střelec · e4 bílý pěšec · a3 bílý jezdec · c3 bílý jezdec · a2 bílý pěšec · b2 bílý pěšec · c2 bílý pěšec · f2 bílý pěšec · g2 bílý pěšec · h2 bílý pěšec · a1 bílý věž · d1 bílý dáma · e1 bílý král · f1 bílý střelec · h1 bílý věž | a8 černý věž · c8 černý střelec · d8 černý dáma · e8 černý král · f8 černý střelec · h8 černý věž · f7 černý pěšec · g7 černý pěšec · h7 černý pěšec · a6 černý pěšec · c6 černý jezdec · d6 černý pěšec · f6 černý jezdec · b5 černý pěšec · e5 černý pěšec · g5 bílý střelec · e4 bílý pěšec · a3 bílý jezdec · c3 bílý jezdec · a2 bílý pěšec · b2 bílý pěšec · c2 bílý pěšec · f2 bílý pěšec · g2 bílý pěšec · h2 bílý pěšec · a1 bílý věž · d1 bílý dáma · e1 bílý král · f1 bílý střelec · h1 bílý věž | a8 černý věž · c8 černý střelec · d8 černý dáma · e8 černý král · f8 černý střelec · h8 černý věž · f7 černý pěšec · g7 černý pěšec · h7 černý pěšec · a6 černý pěšec · c6 černý jezdec · d6 černý pěšec · f6 černý jezdec · b5 černý pěšec · e5 černý pěšec · g5 bílý střelec · e4 bílý pěšec · a3 bílý jezdec · c3 bílý jezdec · a2 bílý pěšec · b2 bílý pěšec · c2 bílý pěšec · f2 bílý pěšec · g2 bílý pěšec · h2 bílý pěšec · a1 bílý věž · d1 bílý dáma · e1 bílý král · f1 bílý střelec · h1 bílý věž | a8 černý věž · c8 černý střelec · d8 černý dáma · e8 černý král · f8 černý střelec · h8 černý věž · f7 černý pěšec · g7 černý pěšec · h7 černý pěšec · a6 černý pěšec · c6 černý jezdec · d6 černý pěšec · f6 černý jezdec · b5 černý pěšec · e5 černý pěšec · g5 bílý střelec · e4 bílý pěšec · a3 bílý jezdec · c3 bílý jezdec · a2 bílý pěšec · b2 bílý pěšec · c2 bílý pěšec · f2 bílý pěšec · g2 bílý pěšec · h2 bílý pěšec · a1 bílý věž · d1 bílý dáma · e1 bílý král · f1 bílý střelec · h1 bílý věž | a8 černý věž · c8 černý střelec · d8 černý dáma · e8 černý král · f8 černý střelec · h8 černý věž · f7 černý pěšec · g7 černý pěšec · h7 černý pěšec · a6 černý pěšec · c6 černý jezdec · d6 černý pěšec · f6 černý jezdec · b5 černý pěšec · e5 černý pěšec · g5 bílý střelec · e4 bílý pěšec · a3 bílý jezdec · c3 bílý jezdec · a2 bílý pěšec · b2 bílý pěšec · c2 bílý pěšec · f2 bílý pěšec · g2 bílý pěšec · h2 bílý pěšec · a1 bílý věž · d1 bílý dáma · e1 bílý král · f1 bílý střelec · h1 bílý věž | a8 černý věž · c8 černý střelec · d8 černý dáma · e8 černý král · f8 černý střelec · h8 černý věž · f7 černý pěšec · g7 černý pěšec · h7 černý pěšec · a6 černý pěšec · c6 černý jezdec · d6 černý pěšec · f6 černý jezdec · b5 černý pěšec · e5 černý pěšec · g5 bílý střelec · e4 bílý pěšec · a3 bílý jezdec · c3 bílý jezdec · a2 bílý pěšec · b2 bílý pěšec · c2 bílý pěšec · f2 bílý pěšec · g2 bílý pěšec · h2 bílý pěšec · a1 bílý věž · d1 bílý dáma · e1 bílý král · f1 bílý střelec · h1 bílý věž | a8 černý věž · c8 černý střelec · d8 černý dáma · e8 černý král · f8 černý střelec · h8 černý věž · f7 černý pěšec · g7 černý pěšec · h7 černý pěšec · a6 černý pěšec · c6 černý jezdec · d6 černý pěšec · f6 černý jezdec · b5 černý pěšec · e5 černý pěšec · g5 bílý střelec · e4 bílý pěšec · a3 bílý jezdec · c3 bílý jezdec · a2 bílý pěšec · b2 bílý pěšec · c2 bílý pěšec · f2 bílý pěšec · g2 bílý pěšec · h2 bílý pěšec · a1 bílý věž · d1 bílý dáma · e1 bílý král · f1 bílý střelec · h1 bílý věž | 7 |
| 6 | a8 černý věž · c8 černý střelec · d8 černý dáma · e8 černý král · f8 černý střelec · h8 černý věž · f7 černý pěšec · g7 černý pěšec · h7 černý pěšec · a6 černý pěšec · c6 černý jezdec · d6 černý pěšec · f6 černý jezdec · b5 černý pěšec · e5 černý pěšec · g5 bílý střelec · e4 bílý pěšec · a3 bílý jezdec · c3 bílý jezdec · a2 bílý pěšec · b2 bílý pěšec · c2 bílý pěšec · f2 bílý pěšec · g2 bílý pěšec · h2 bílý pěšec · a1 bílý věž · d1 bílý dáma · e1 bílý král · f1 bílý střelec · h1 bílý věž | a8 černý věž · c8 černý střelec · d8 černý dáma · e8 černý král · f8 černý střelec · h8 černý věž · f7 černý pěšec · g7 černý pěšec · h7 černý pěšec · a6 černý pěšec · c6 černý jezdec · d6 černý pěšec · f6 černý jezdec · b5 černý pěšec · e5 černý pěšec · g5 bílý střelec · e4 bílý pěšec · a3 bílý jezdec · c3 bílý jezdec · a2 bílý pěšec · b2 bílý pěšec · c2 bílý pěšec · f2 bílý pěšec · g2 bílý pěšec · h2 bílý pěšec · a1 bílý věž · d1 bílý dáma · e1 bílý král · f1 bílý střelec · h1 bílý věž | a8 černý věž · c8 černý střelec · d8 černý dáma · e8 černý král · f8 černý střelec · h8 černý věž · f7 černý pěšec · g7 černý pěšec · h7 černý pěšec · a6 černý pěšec · c6 černý jezdec · d6 černý pěšec · f6 černý jezdec · b5 černý pěšec · e5 černý pěšec · g5 bílý střelec · e4 bílý pěšec · a3 bílý jezdec · c3 bílý jezdec · a2 bílý pěšec · b2 bílý pěšec · c2 bílý pěšec · f2 bílý pěšec · g2 bílý pěšec · h2 bílý pěšec · a1 bílý věž · d1 bílý dáma · e1 bílý král · f1 bílý střelec · h1 bílý věž | a8 černý věž · c8 černý střelec · d8 černý dáma · e8 černý král · f8 černý střelec · h8 černý věž · f7 černý pěšec · g7 černý pěšec · h7 černý pěšec · a6 černý pěšec · c6 černý jezdec · d6 černý pěšec · f6 černý jezdec · b5 černý pěšec · e5 černý pěšec · g5 bílý střelec · e4 bílý pěšec · a3 bílý jezdec · c3 bílý jezdec · a2 bílý pěšec · b2 bílý pěšec · c2 bílý pěšec · f2 bílý pěšec · g2 bílý pěšec · h2 bílý pěšec · a1 bílý věž · d1 bílý dáma · e1 bílý král · f1 bílý střelec · h1 bílý věž | a8 černý věž · c8 černý střelec · d8 černý dáma · e8 černý král · f8 černý střelec · h8 černý věž · f7 černý pěšec · g7 černý pěšec · h7 černý pěšec · a6 černý pěšec · c6 černý jezdec · d6 černý pěšec · f6 černý jezdec · b5 černý pěšec · e5 černý pěšec · g5 bílý střelec · e4 bílý pěšec · a3 bílý jezdec · c3 bílý jezdec · a2 bílý pěšec · b2 bílý pěšec · c2 bílý pěšec · f2 bílý pěšec · g2 bílý pěšec · h2 bílý pěšec · a1 bílý věž · d1 bílý dáma · e1 bílý král · f1 bílý střelec · h1 bílý věž | a8 černý věž · c8 černý střelec · d8 černý dáma · e8 černý král · f8 černý střelec · h8 černý věž · f7 černý pěšec · g7 černý pěšec · h7 černý pěšec · a6 černý pěšec · c6 černý jezdec · d6 černý pěšec · f6 černý jezdec · b5 černý pěšec · e5 černý pěšec · g5 bílý střelec · e4 bílý pěšec · a3 bílý jezdec · c3 bílý jezdec · a2 bílý pěšec · b2 bílý pěšec · c2 bílý pěšec · f2 bílý pěšec · g2 bílý pěšec · h2 bílý pěšec · a1 bílý věž · d1 bílý dáma · e1 bílý král · f1 bílý střelec · h1 bílý věž | a8 černý věž · c8 černý střelec · d8 černý dáma · e8 černý král · f8 černý střelec · h8 černý věž · f7 černý pěšec · g7 černý pěšec · h7 černý pěšec · a6 černý pěšec · c6 černý jezdec · d6 černý pěšec · f6 černý jezdec · b5 černý pěšec · e5 černý pěšec · g5 bílý střelec · e4 bílý pěšec · a3 bílý jezdec · c3 bílý jezdec · a2 bílý pěšec · b2 bílý pěšec · c2 bílý pěšec · f2 bílý pěšec · g2 bílý pěšec · h2 bílý pěšec · a1 bílý věž · d1 bílý dáma · e1 bílý král · f1 bílý střelec · h1 bílý věž | a8 černý věž · c8 černý střelec · d8 černý dáma · e8 černý král · f8 černý střelec · h8 černý věž · f7 černý pěšec · g7 černý pěšec · h7 černý pěšec · a6 černý pěšec · c6 černý jezdec · d6 černý pěšec · f6 černý jezdec · b5 černý pěšec · e5 černý pěšec · g5 bílý střelec · e4 bílý pěšec · a3 bílý jezdec · c3 bílý jezdec · a2 bílý pěšec · b2 bílý pěšec · c2 bílý pěšec · f2 bílý pěšec · g2 bílý pěšec · h2 bílý pěšec · a1 bílý věž · d1 bílý dáma · e1 bílý král · f1 bílý střelec · h1 bílý věž | 6 |
| 5 | a8 černý věž · c8 černý střelec · d8 černý dáma · e8 černý král · f8 černý střelec · h8 černý věž · f7 černý pěšec · g7 černý pěšec · h7 černý pěšec · a6 černý pěšec · c6 černý jezdec · d6 černý pěšec · f6 černý jezdec · b5 černý pěšec · e5 černý pěšec · g5 bílý střelec · e4 bílý pěšec · a3 bílý jezdec · c3 bílý jezdec · a2 bílý pěšec · b2 bílý pěšec · c2 bílý pěšec · f2 bílý pěšec · g2 bílý pěšec · h2 bílý pěšec · a1 bílý věž · d1 bílý dáma · e1 bílý král · f1 bílý střelec · h1 bílý věž | a8 černý věž · c8 černý střelec · d8 černý dáma · e8 černý král · f8 černý střelec · h8 černý věž · f7 černý pěšec · g7 černý pěšec · h7 černý pěšec · a6 černý pěšec · c6 černý jezdec · d6 černý pěšec · f6 černý jezdec · b5 černý pěšec · e5 černý pěšec · g5 bílý střelec · e4 bílý pěšec · a3 bílý jezdec · c3 bílý jezdec · a2 bílý pěšec · b2 bílý pěšec · c2 bílý pěšec · f2 bílý pěšec · g2 bílý pěšec · h2 bílý pěšec · a1 bílý věž · d1 bílý dáma · e1 bílý král · f1 bílý střelec · h1 bílý věž | a8 černý věž · c8 černý střelec · d8 černý dáma · e8 černý král · f8 černý střelec · h8 černý věž · f7 černý pěšec · g7 černý pěšec · h7 černý pěšec · a6 černý pěšec · c6 černý jezdec · d6 černý pěšec · f6 černý jezdec · b5 černý pěšec · e5 černý pěšec · g5 bílý střelec · e4 bílý pěšec · a3 bílý jezdec · c3 bílý jezdec · a2 bílý pěšec · b2 bílý pěšec · c2 bílý pěšec · f2 bílý pěšec · g2 bílý pěšec · h2 bílý pěšec · a1 bílý věž · d1 bílý dáma · e1 bílý král · f1 bílý střelec · h1 bílý věž | a8 černý věž · c8 černý střelec · d8 černý dáma · e8 černý král · f8 černý střelec · h8 černý věž · f7 černý pěšec · g7 černý pěšec · h7 černý pěšec · a6 černý pěšec · c6 černý jezdec · d6 černý pěšec · f6 černý jezdec · b5 černý pěšec · e5 černý pěšec · g5 bílý střelec · e4 bílý pěšec · a3 bílý jezdec · c3 bílý jezdec · a2 bílý pěšec · b2 bílý pěšec · c2 bílý pěšec · f2 bílý pěšec · g2 bílý pěšec · h2 bílý pěšec · a1 bílý věž · d1 bílý dáma · e1 bílý král · f1 bílý střelec · h1 bílý věž | a8 černý věž · c8 černý střelec · d8 černý dáma · e8 černý král · f8 černý střelec · h8 černý věž · f7 černý pěšec · g7 černý pěšec · h7 černý pěšec · a6 černý pěšec · c6 černý jezdec · d6 černý pěšec · f6 černý jezdec · b5 černý pěšec · e5 černý pěšec · g5 bílý střelec · e4 bílý pěšec · a3 bílý jezdec · c3 bílý jezdec · a2 bílý pěšec · b2 bílý pěšec · c2 bílý pěšec · f2 bílý pěšec · g2 bílý pěšec · h2 bílý pěšec · a1 bílý věž · d1 bílý dáma · e1 bílý král · f1 bílý střelec · h1 bílý věž | a8 černý věž · c8 černý střelec · d8 černý dáma · e8 černý král · f8 černý střelec · h8 černý věž · f7 černý pěšec · g7 černý pěšec · h7 černý pěšec · a6 černý pěšec · c6 černý jezdec · d6 černý pěšec · f6 černý jezdec · b5 černý pěšec · e5 černý pěšec · g5 bílý střelec · e4 bílý pěšec · a3 bílý jezdec · c3 bílý jezdec · a2 bílý pěšec · b2 bílý pěšec · c2 bílý pěšec · f2 bílý pěšec · g2 bílý pěšec · h2 bílý pěšec · a1 bílý věž · d1 bílý dáma · e1 bílý král · f1 bílý střelec · h1 bílý věž | a8 černý věž · c8 černý střelec · d8 černý dáma · e8 černý král · f8 černý střelec · h8 černý věž · f7 černý pěšec · g7 černý pěšec · h7 černý pěšec · a6 černý pěšec · c6 černý jezdec · d6 černý pěšec · f6 černý jezdec · b5 černý pěšec · e5 černý pěšec · g5 bílý střelec · e4 bílý pěšec · a3 bílý jezdec · c3 bílý jezdec · a2 bílý pěšec · b2 bílý pěšec · c2 bílý pěšec · f2 bílý pěšec · g2 bílý pěšec · h2 bílý pěšec · a1 bílý věž · d1 bílý dáma · e1 bílý král · f1 bílý střelec · h1 bílý věž | a8 černý věž · c8 černý střelec · d8 černý dáma · e8 černý král · f8 černý střelec · h8 černý věž · f7 černý pěšec · g7 černý pěšec · h7 černý pěšec · a6 černý pěšec · c6 černý jezdec · d6 černý pěšec · f6 černý jezdec · b5 černý pěšec · e5 černý pěšec · g5 bílý střelec · e4 bílý pěšec · a3 bílý jezdec · c3 bílý jezdec · a2 bílý pěšec · b2 bílý pěšec · c2 bílý pěšec · f2 bílý pěšec · g2 bílý pěšec · h2 bílý pěšec · a1 bílý věž · d1 bílý dáma · e1 bílý král · f1 bílý střelec · h1 bílý věž | 5 |
| 4 | a8 černý věž · c8 černý střelec · d8 černý dáma · e8 černý král · f8 černý střelec · h8 černý věž · f7 černý pěšec · g7 černý pěšec · h7 černý pěšec · a6 černý pěšec · c6 černý jezdec · d6 černý pěšec · f6 černý jezdec · b5 černý pěšec · e5 černý pěšec · g5 bílý střelec · e4 bílý pěšec · a3 bílý jezdec · c3 bílý jezdec · a2 bílý pěšec · b2 bílý pěšec · c2 bílý pěšec · f2 bílý pěšec · g2 bílý pěšec · h2 bílý pěšec · a1 bílý věž · d1 bílý dáma · e1 bílý král · f1 bílý střelec · h1 bílý věž | a8 černý věž · c8 černý střelec · d8 černý dáma · e8 černý král · f8 černý střelec · h8 černý věž · f7 černý pěšec · g7 černý pěšec · h7 černý pěšec · a6 černý pěšec · c6 černý jezdec · d6 černý pěšec · f6 černý jezdec · b5 černý pěšec · e5 černý pěšec · g5 bílý střelec · e4 bílý pěšec · a3 bílý jezdec · c3 bílý jezdec · a2 bílý pěšec · b2 bílý pěšec · c2 bílý pěšec · f2 bílý pěšec · g2 bílý pěšec · h2 bílý pěšec · a1 bílý věž · d1 bílý dáma · e1 bílý král · f1 bílý střelec · h1 bílý věž | a8 černý věž · c8 černý střelec · d8 černý dáma · e8 černý král · f8 černý střelec · h8 černý věž · f7 černý pěšec · g7 černý pěšec · h7 černý pěšec · a6 černý pěšec · c6 černý jezdec · d6 černý pěšec · f6 černý jezdec · b5 černý pěšec · e5 černý pěšec · g5 bílý střelec · e4 bílý pěšec · a3 bílý jezdec · c3 bílý jezdec · a2 bílý pěšec · b2 bílý pěšec · c2 bílý pěšec · f2 bílý pěšec · g2 bílý pěšec · h2 bílý pěšec · a1 bílý věž · d1 bílý dáma · e1 bílý král · f1 bílý střelec · h1 bílý věž | a8 černý věž · c8 černý střelec · d8 černý dáma · e8 černý král · f8 černý střelec · h8 černý věž · f7 černý pěšec · g7 černý pěšec · h7 černý pěšec · a6 černý pěšec · c6 černý jezdec · d6 černý pěšec · f6 černý jezdec · b5 černý pěšec · e5 černý pěšec · g5 bílý střelec · e4 bílý pěšec · a3 bílý jezdec · c3 bílý jezdec · a2 bílý pěšec · b2 bílý pěšec · c2 bílý pěšec · f2 bílý pěšec · g2 bílý pěšec · h2 bílý pěšec · a1 bílý věž · d1 bílý dáma · e1 bílý král · f1 bílý střelec · h1 bílý věž | a8 černý věž · c8 černý střelec · d8 černý dáma · e8 černý král · f8 černý střelec · h8 černý věž · f7 černý pěšec · g7 černý pěšec · h7 černý pěšec · a6 černý pěšec · c6 černý jezdec · d6 černý pěšec · f6 černý jezdec · b5 černý pěšec · e5 černý pěšec · g5 bílý střelec · e4 bílý pěšec · a3 bílý jezdec · c3 bílý jezdec · a2 bílý pěšec · b2 bílý pěšec · c2 bílý pěšec · f2 bílý pěšec · g2 bílý pěšec · h2 bílý pěšec · a1 bílý věž · d1 bílý dáma · e1 bílý král · f1 bílý střelec · h1 bílý věž | a8 černý věž · c8 černý střelec · d8 černý dáma · e8 černý král · f8 černý střelec · h8 černý věž · f7 černý pěšec · g7 černý pěšec · h7 černý pěšec · a6 černý pěšec · c6 černý jezdec · d6 černý pěšec · f6 černý jezdec · b5 černý pěšec · e5 černý pěšec · g5 bílý střelec · e4 bílý pěšec · a3 bílý jezdec · c3 bílý jezdec · a2 bílý pěšec · b2 bílý pěšec · c2 bílý pěšec · f2 bílý pěšec · g2 bílý pěšec · h2 bílý pěšec · a1 bílý věž · d1 bílý dáma · e1 bílý král · f1 bílý střelec · h1 bílý věž | a8 černý věž · c8 černý střelec · d8 černý dáma · e8 černý král · f8 černý střelec · h8 černý věž · f7 černý pěšec · g7 černý pěšec · h7 černý pěšec · a6 černý pěšec · c6 černý jezdec · d6 černý pěšec · f6 černý jezdec · b5 černý pěšec · e5 černý pěšec · g5 bílý střelec · e4 bílý pěšec · a3 bílý jezdec · c3 bílý jezdec · a2 bílý pěšec · b2 bílý pěšec · c2 bílý pěšec · f2 bílý pěšec · g2 bílý pěšec · h2 bílý pěšec · a1 bílý věž · d1 bílý dáma · e1 bílý král · f1 bílý střelec · h1 bílý věž | a8 černý věž · c8 černý střelec · d8 černý dáma · e8 černý král · f8 černý střelec · h8 černý věž · f7 černý pěšec · g7 černý pěšec · h7 černý pěšec · a6 černý pěšec · c6 černý jezdec · d6 černý pěšec · f6 černý jezdec · b5 černý pěšec · e5 černý pěšec · g5 bílý střelec · e4 bílý pěšec · a3 bílý jezdec · c3 bílý jezdec · a2 bílý pěšec · b2 bílý pěšec · c2 bílý pěšec · f2 bílý pěšec · g2 bílý pěšec · h2 bílý pěšec · a1 bílý věž · d1 bílý dáma · e1 bílý král · f1 bílý střelec · h1 bílý věž | 4 |
| 3 | a8 černý věž · c8 černý střelec · d8 černý dáma · e8 černý král · f8 černý střelec · h8 černý věž · f7 černý pěšec · g7 černý pěšec · h7 černý pěšec · a6 černý pěšec · c6 černý jezdec · d6 černý pěšec · f6 černý jezdec · b5 černý pěšec · e5 černý pěšec · g5 bílý střelec · e4 bílý pěšec · a3 bílý jezdec · c3 bílý jezdec · a2 bílý pěšec · b2 bílý pěšec · c2 bílý pěšec · f2 bílý pěšec · g2 bílý pěšec · h2 bílý pěšec · a1 bílý věž · d1 bílý dáma · e1 bílý král · f1 bílý střelec · h1 bílý věž | a8 černý věž · c8 černý střelec · d8 černý dáma · e8 černý král · f8 černý střelec · h8 černý věž · f7 černý pěšec · g7 černý pěšec · h7 černý pěšec · a6 černý pěšec · c6 černý jezdec · d6 černý pěšec · f6 černý jezdec · b5 černý pěšec · e5 černý pěšec · g5 bílý střelec · e4 bílý pěšec · a3 bílý jezdec · c3 bílý jezdec · a2 bílý pěšec · b2 bílý pěšec · c2 bílý pěšec · f2 bílý pěšec · g2 bílý pěšec · h2 bílý pěšec · a1 bílý věž · d1 bílý dáma · e1 bílý král · f1 bílý střelec · h1 bílý věž | a8 černý věž · c8 černý střelec · d8 černý dáma · e8 černý král · f8 černý střelec · h8 černý věž · f7 černý pěšec · g7 černý pěšec · h7 černý pěšec · a6 černý pěšec · c6 černý jezdec · d6 černý pěšec · f6 černý jezdec · b5 černý pěšec · e5 černý pěšec · g5 bílý střelec · e4 bílý pěšec · a3 bílý jezdec · c3 bílý jezdec · a2 bílý pěšec · b2 bílý pěšec · c2 bílý pěšec · f2 bílý pěšec · g2 bílý pěšec · h2 bílý pěšec · a1 bílý věž · d1 bílý dáma · e1 bílý král · f1 bílý střelec · h1 bílý věž | a8 černý věž · c8 černý střelec · d8 černý dáma · e8 černý král · f8 černý střelec · h8 černý věž · f7 černý pěšec · g7 černý pěšec · h7 černý pěšec · a6 černý pěšec · c6 černý jezdec · d6 černý pěšec · f6 černý jezdec · b5 černý pěšec · e5 černý pěšec · g5 bílý střelec · e4 bílý pěšec · a3 bílý jezdec · c3 bílý jezdec · a2 bílý pěšec · b2 bílý pěšec · c2 bílý pěšec · f2 bílý pěšec · g2 bílý pěšec · h2 bílý pěšec · a1 bílý věž · d1 bílý dáma · e1 bílý král · f1 bílý střelec · h1 bílý věž | a8 černý věž · c8 černý střelec · d8 černý dáma · e8 černý král · f8 černý střelec · h8 černý věž · f7 černý pěšec · g7 černý pěšec · h7 černý pěšec · a6 černý pěšec · c6 černý jezdec · d6 černý pěšec · f6 černý jezdec · b5 černý pěšec · e5 černý pěšec · g5 bílý střelec · e4 bílý pěšec · a3 bílý jezdec · c3 bílý jezdec · a2 bílý pěšec · b2 bílý pěšec · c2 bílý pěšec · f2 bílý pěšec · g2 bílý pěšec · h2 bílý pěšec · a1 bílý věž · d1 bílý dáma · e1 bílý král · f1 bílý střelec · h1 bílý věž | a8 černý věž · c8 černý střelec · d8 černý dáma · e8 černý král · f8 černý střelec · h8 černý věž · f7 černý pěšec · g7 černý pěšec · h7 černý pěšec · a6 černý pěšec · c6 černý jezdec · d6 černý pěšec · f6 černý jezdec · b5 černý pěšec · e5 černý pěšec · g5 bílý střelec · e4 bílý pěšec · a3 bílý jezdec · c3 bílý jezdec · a2 bílý pěšec · b2 bílý pěšec · c2 bílý pěšec · f2 bílý pěšec · g2 bílý pěšec · h2 bílý pěšec · a1 bílý věž · d1 bílý dáma · e1 bílý král · f1 bílý střelec · h1 bílý věž | a8 černý věž · c8 černý střelec · d8 černý dáma · e8 černý král · f8 černý střelec · h8 černý věž · f7 černý pěšec · g7 černý pěšec · h7 černý pěšec · a6 černý pěšec · c6 černý jezdec · d6 černý pěšec · f6 černý jezdec · b5 černý pěšec · e5 černý pěšec · g5 bílý střelec · e4 bílý pěšec · a3 bílý jezdec · c3 bílý jezdec · a2 bílý pěšec · b2 bílý pěšec · c2 bílý pěšec · f2 bílý pěšec · g2 bílý pěšec · h2 bílý pěšec · a1 bílý věž · d1 bílý dáma · e1 bílý král · f1 bílý střelec · h1 bílý věž | a8 černý věž · c8 černý střelec · d8 černý dáma · e8 černý král · f8 černý střelec · h8 černý věž · f7 černý pěšec · g7 černý pěšec · h7 černý pěšec · a6 černý pěšec · c6 černý jezdec · d6 černý pěšec · f6 černý jezdec · b5 černý pěšec · e5 černý pěšec · g5 bílý střelec · e4 bílý pěšec · a3 bílý jezdec · c3 bílý jezdec · a2 bílý pěšec · b2 bílý pěšec · c2 bílý pěšec · f2 bílý pěšec · g2 bílý pěšec · h2 bílý pěšec · a1 bílý věž · d1 bílý dáma · e1 bílý král · f1 bílý střelec · h1 bílý věž | 3 |
| 2 | a8 černý věž · c8 černý střelec · d8 černý dáma · e8 černý král · f8 černý střelec · h8 černý věž · f7 černý pěšec · g7 černý pěšec · h7 černý pěšec · a6 černý pěšec · c6 černý jezdec · d6 černý pěšec · f6 černý jezdec · b5 černý pěšec · e5 černý pěšec · g5 bílý střelec · e4 bílý pěšec · a3 bílý jezdec · c3 bílý jezdec · a2 bílý pěšec · b2 bílý pěšec · c2 bílý pěšec · f2 bílý pěšec · g2 bílý pěšec · h2 bílý pěšec · a1 bílý věž · d1 bílý dáma · e1 bílý král · f1 bílý střelec · h1 bílý věž | a8 černý věž · c8 černý střelec · d8 černý dáma · e8 černý král · f8 černý střelec · h8 černý věž · f7 černý pěšec · g7 černý pěšec · h7 černý pěšec · a6 černý pěšec · c6 černý jezdec · d6 černý pěšec · f6 černý jezdec · b5 černý pěšec · e5 černý pěšec · g5 bílý střelec · e4 bílý pěšec · a3 bílý jezdec · c3 bílý jezdec · a2 bílý pěšec · b2 bílý pěšec · c2 bílý pěšec · f2 bílý pěšec · g2 bílý pěšec · h2 bílý pěšec · a1 bílý věž · d1 bílý dáma · e1 bílý král · f1 bílý střelec · h1 bílý věž | a8 černý věž · c8 černý střelec · d8 černý dáma · e8 černý král · f8 černý střelec · h8 černý věž · f7 černý pěšec · g7 černý pěšec · h7 černý pěšec · a6 černý pěšec · c6 černý jezdec · d6 černý pěšec · f6 černý jezdec · b5 černý pěšec · e5 černý pěšec · g5 bílý střelec · e4 bílý pěšec · a3 bílý jezdec · c3 bílý jezdec · a2 bílý pěšec · b2 bílý pěšec · c2 bílý pěšec · f2 bílý pěšec · g2 bílý pěšec · h2 bílý pěšec · a1 bílý věž · d1 bílý dáma · e1 bílý král · f1 bílý střelec · h1 bílý věž | a8 černý věž · c8 černý střelec · d8 černý dáma · e8 černý král · f8 černý střelec · h8 černý věž · f7 černý pěšec · g7 černý pěšec · h7 černý pěšec · a6 černý pěšec · c6 černý jezdec · d6 černý pěšec · f6 černý jezdec · b5 černý pěšec · e5 černý pěšec · g5 bílý střelec · e4 bílý pěšec · a3 bílý jezdec · c3 bílý jezdec · a2 bílý pěšec · b2 bílý pěšec · c2 bílý pěšec · f2 bílý pěšec · g2 bílý pěšec · h2 bílý pěšec · a1 bílý věž · d1 bílý dáma · e1 bílý král · f1 bílý střelec · h1 bílý věž | a8 černý věž · c8 černý střelec · d8 černý dáma · e8 černý král · f8 černý střelec · h8 černý věž · f7 černý pěšec · g7 černý pěšec · h7 černý pěšec · a6 černý pěšec · c6 černý jezdec · d6 černý pěšec · f6 černý jezdec · b5 černý pěšec · e5 černý pěšec · g5 bílý střelec · e4 bílý pěšec · a3 bílý jezdec · c3 bílý jezdec · a2 bílý pěšec · b2 bílý pěšec · c2 bílý pěšec · f2 bílý pěšec · g2 bílý pěšec · h2 bílý pěšec · a1 bílý věž · d1 bílý dáma · e1 bílý král · f1 bílý střelec · h1 bílý věž | a8 černý věž · c8 černý střelec · d8 černý dáma · e8 černý král · f8 černý střelec · h8 černý věž · f7 černý pěšec · g7 černý pěšec · h7 černý pěšec · a6 černý pěšec · c6 černý jezdec · d6 černý pěšec · f6 černý jezdec · b5 černý pěšec · e5 černý pěšec · g5 bílý střelec · e4 bílý pěšec · a3 bílý jezdec · c3 bílý jezdec · a2 bílý pěšec · b2 bílý pěšec · c2 bílý pěšec · f2 bílý pěšec · g2 bílý pěšec · h2 bílý pěšec · a1 bílý věž · d1 bílý dáma · e1 bílý král · f1 bílý střelec · h1 bílý věž | a8 černý věž · c8 černý střelec · d8 černý dáma · e8 černý král · f8 černý střelec · h8 černý věž · f7 černý pěšec · g7 černý pěšec · h7 černý pěšec · a6 černý pěšec · c6 černý jezdec · d6 černý pěšec · f6 černý jezdec · b5 černý pěšec · e5 černý pěšec · g5 bílý střelec · e4 bílý pěšec · a3 bílý jezdec · c3 bílý jezdec · a2 bílý pěšec · b2 bílý pěšec · c2 bílý pěšec · f2 bílý pěšec · g2 bílý pěšec · h2 bílý pěšec · a1 bílý věž · d1 bílý dáma · e1 bílý král · f1 bílý střelec · h1 bílý věž | a8 černý věž · c8 černý střelec · d8 černý dáma · e8 černý král · f8 černý střelec · h8 černý věž · f7 černý pěšec · g7 černý pěšec · h7 černý pěšec · a6 černý pěšec · c6 černý jezdec · d6 černý pěšec · f6 černý jezdec · b5 černý pěšec · e5 černý pěšec · g5 bílý střelec · e4 bílý pěšec · a3 bílý jezdec · c3 bílý jezdec · a2 bílý pěšec · b2 bílý pěšec · c2 bílý pěšec · f2 bílý pěšec · g2 bílý pěšec · h2 bílý pěšec · a1 bílý věž · d1 bílý dáma · e1 bílý král · f1 bílý střelec · h1 bílý věž | 2 |
| 1 | a8 černý věž · c8 černý střelec · d8 černý dáma · e8 černý král · f8 černý střelec · h8 černý věž · f7 černý pěšec · g7 černý pěšec · h7 černý pěšec · a6 černý pěšec · c6 černý jezdec · d6 černý pěšec · f6 černý jezdec · b5 černý pěšec · e5 černý pěšec · g5 bílý střelec · e4 bílý pěšec · a3 bílý jezdec · c3 bílý jezdec · a2 bílý pěšec · b2 bílý pěšec · c2 bílý pěšec · f2 bílý pěšec · g2 bílý pěšec · h2 bílý pěšec · a1 bílý věž · d1 bílý dáma · e1 bílý král · f1 bílý střelec · h1 bílý věž | a8 černý věž · c8 černý střelec · d8 černý dáma · e8 černý král · f8 černý střelec · h8 černý věž · f7 černý pěšec · g7 černý pěšec · h7 černý pěšec · a6 černý pěšec · c6 černý jezdec · d6 černý pěšec · f6 černý jezdec · b5 černý pěšec · e5 černý pěšec · g5 bílý střelec · e4 bílý pěšec · a3 bílý jezdec · c3 bílý jezdec · a2 bílý pěšec · b2 bílý pěšec · c2 bílý pěšec · f2 bílý pěšec · g2 bílý pěšec · h2 bílý pěšec · a1 bílý věž · d1 bílý dáma · e1 bílý král · f1 bílý střelec · h1 bílý věž | a8 černý věž · c8 černý střelec · d8 černý dáma · e8 černý král · f8 černý střelec · h8 černý věž · f7 černý pěšec · g7 černý pěšec · h7 černý pěšec · a6 černý pěšec · c6 černý jezdec · d6 černý pěšec · f6 černý jezdec · b5 černý pěšec · e5 černý pěšec · g5 bílý střelec · e4 bílý pěšec · a3 bílý jezdec · c3 bílý jezdec · a2 bílý pěšec · b2 bílý pěšec · c2 bílý pěšec · f2 bílý pěšec · g2 bílý pěšec · h2 bílý pěšec · a1 bílý věž · d1 bílý dáma · e1 bílý král · f1 bílý střelec · h1 bílý věž | a8 černý věž · c8 černý střelec · d8 černý dáma · e8 černý král · f8 černý střelec · h8 černý věž · f7 černý pěšec · g7 černý pěšec · h7 černý pěšec · a6 černý pěšec · c6 černý jezdec · d6 černý pěšec · f6 černý jezdec · b5 černý pěšec · e5 černý pěšec · g5 bílý střelec · e4 bílý pěšec · a3 bílý jezdec · c3 bílý jezdec · a2 bílý pěšec · b2 bílý pěšec · c2 bílý pěšec · f2 bílý pěšec · g2 bílý pěšec · h2 bílý pěšec · a1 bílý věž · d1 bílý dáma · e1 bílý král · f1 bílý střelec · h1 bílý věž | a8 černý věž · c8 černý střelec · d8 černý dáma · e8 černý král · f8 černý střelec · h8 černý věž · f7 černý pěšec · g7 černý pěšec · h7 černý pěšec · a6 černý pěšec · c6 černý jezdec · d6 černý pěšec · f6 černý jezdec · b5 černý pěšec · e5 černý pěšec · g5 bílý střelec · e4 bílý pěšec · a3 bílý jezdec · c3 bílý jezdec · a2 bílý pěšec · b2 bílý pěšec · c2 bílý pěšec · f2 bílý pěšec · g2 bílý pěšec · h2 bílý pěšec · a1 bílý věž · d1 bílý dáma · e1 bílý král · f1 bílý střelec · h1 bílý věž | a8 černý věž · c8 černý střelec · d8 černý dáma · e8 černý král · f8 černý střelec · h8 černý věž · f7 černý pěšec · g7 černý pěšec · h7 černý pěšec · a6 černý pěšec · c6 černý jezdec · d6 černý pěšec · f6 černý jezdec · b5 černý pěšec · e5 černý pěšec · g5 bílý střelec · e4 bílý pěšec · a3 bílý jezdec · c3 bílý jezdec · a2 bílý pěšec · b2 bílý pěšec · c2 bílý pěšec · f2 bílý pěšec · g2 bílý pěšec · h2 bílý pěšec · a1 bílý věž · d1 bílý dáma · e1 bílý král · f1 bílý střelec · h1 bílý věž | a8 černý věž · c8 černý střelec · d8 černý dáma · e8 černý král · f8 černý střelec · h8 černý věž · f7 černý pěšec · g7 černý pěšec · h7 černý pěšec · a6 černý pěšec · c6 černý jezdec · d6 černý pěšec · f6 černý jezdec · b5 černý pěšec · e5 černý pěšec · g5 bílý střelec · e4 bílý pěšec · a3 bílý jezdec · c3 bílý jezdec · a2 bílý pěšec · b2 bílý pěšec · c2 bílý pěšec · f2 bílý pěšec · g2 bílý pěšec · h2 bílý pěšec · a1 bílý věž · d1 bílý dáma · e1 bílý král · f1 bílý střelec · h1 bílý věž | a8 černý věž · c8 černý střelec · d8 černý dáma · e8 černý král · f8 černý střelec · h8 černý věž · f7 černý pěšec · g7 černý pěšec · h7 černý pěšec · a6 černý pěšec · c6 černý jezdec · d6 černý pěšec · f6 černý jezdec · b5 černý pěšec · e5 černý pěšec · g5 bílý střelec · e4 bílý pěšec · a3 bílý jezdec · c3 bílý jezdec · a2 bílý pěšec · b2 bílý pěšec · c2 bílý pěšec · f2 bílý pěšec · g2 bílý pěšec · h2 bílý pěšec · a1 bílý věž · d1 bílý dáma · e1 bílý král · f1 bílý střelec · h1 bílý věž | 1 |
|   | a | b | c | d | e | f | g | h |   |

Nyní má bílý dvě rovnocenné možnosti.
- 9. Jd5
- 9. Sxf6

### 9. Jd5
Je považováno v hlavní variantě za klidnější poziční pokračování.
9.... Se7
- 9... Da5+!? je alternativním méně populárním pokračováním 10. Sd2 Dd8 11. Jxf6+ (11. Sg5 by vedlo k remíze opakováním tahů) Dxf6

10. Sxf6!
- 10. Jxe7 Jxe7 přináší černému pohodlnou hru

10... Sxf6 11. c3! 0-0

Méně obvyklou alternativou je zde
- 11... Je7 12. Jxf6 gxf6

12. Jc2 Sg5
Zde hlavní pokračování.
- 12...Vb8!? je vzácnější, černý znemožňuje protiúder tahem a4, ale zase ztrácí tempo.

13.a4! bxa4 14. Vxa4 a5 15. Sc4 Vb8! 16.Va2
Možné je zde i 16.b3
16... Se6 17.0-0
V této variantě má bílý pod kontrolou pole d5 a lepší pěšcovou strukturu. Černý má ale dvojici střelců a dobrou protihru na křídlech, díky čemuž je hra s šancemi na obou stranách.

### 9.Sxf6
vytváří černému dvojpěšce
9... gxf6 10.Jd5 f5
- 10...Sg7 je alternativou a po 11. Sd3 Je7 12. Jxe7 Dxe7 je pozice otevřenější a černý zde není bez šancí

11. Sd3
Hlavní pokračování. Mimo to se hrálo i riskantní 11.Sxb5?! axb5 12. Jxb5, protihru má zde ale černý dostatečnou.
11...Se6!
Nyní nastává opět větší rozcestí.
- 12. 0-0 Sxd5 13. exd5 Je7 14. c3
- 12. Dh5!? Vg8! (12... Sg7 13. 0-0 f4 14. c4! s nadějnější pozicí bílého) 13. g3 s velmi ostrou a nejasnou pozicí
- 12. c3 Sg7 13. exf5 Sxf5 14.Jc2 a černý má za horší pěšcové postavení protihru díky dvojici střelců.